# Wulften am Harz
Wulften am Harz é um município da Alemanha localizado no distrito de Osterode, estado da Baixa Saxônia.
Pertence ao Samtgemeinde de Hattorf am Harz.

## Economia
Na pequena cidade de Wulften am Harz há alguns comerciais e industriais, entre outros:
- Gropengiesser
- Heise Metallbau
- «Masselot Services, serviços de tradução»
- Wode-Unger